# IC 2483
IC 2483 ist eine Spiralgalaxie vom Hubble-Typ S im Sternbild Löwe auf der Ekliptik. Sie ist etwa 564 Millionen Lichtjahre von der Milchstraße entfernt.
Das Objekt wurde am 9. April 1896 von Stéphane Javelle entdeckt.